# 豆腐小僧

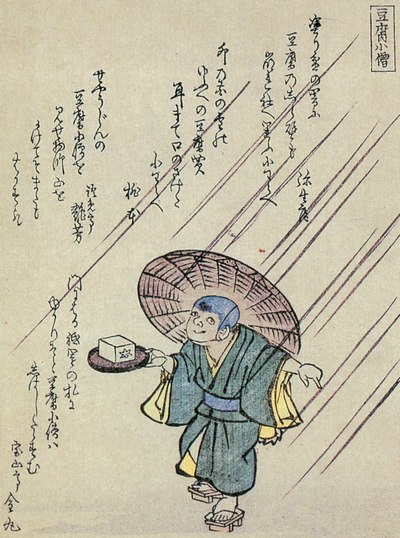
竜斎閑人正澄画『狂歌百物語』より「豆腐小僧」

水木しげるロードに設置されている「豆腐小僧」のブロンズ像。

豆腐小僧（とうふこぞう）は豆腐を持っている子供の姿をした日本の妖怪。主に江戸時代後期以降の草双紙や錦絵などに描かれている存在である。

## 概要
頭に笠をかぶり、盆にのせた豆腐を乗せた姿で描かれる。顔は、人間の子供そのままのタイプや、一つ目であるタイプなどが見られる。豆腐小僧の絵に見られる豆腐は、紅葉豆腐（こうようどうふ）と呼ばれる、紅葉の葉のかたちが浮き出た豆腐が描かれていることが多い。これは江戸時代後期に実際に販売されていた豆腐である。
民俗学的な採集や昔話、当時の随筆、奇談集などの文脈上では豆腐小僧についての出現譚などがほとんど確認されていないことから、豆腐小僧は江戸時代に草双紙の上で描かれた創作上の妖怪であると見られている。豆腐小僧は安永年間（1772年-1781年）から確認する事が出来、幕末から明治時代にかけては、凧、すごろく、かるたなど「おもちゃ絵」の中で描かれてる妖怪として親しまれていた。川柳や狂歌、歌舞伎などにも見ることが出来る。
豆腐小僧は、買って来た豆腐や酒を持ち運んでいる子供の姿で現われる妖怪として草双紙では描かれており、雨の夜などに人間のあとをつけて歩くこともあるが、特にひどい悪さをしたりはしないと扱われている。そのため、ストーリー上は、人間に相手にされることもない、お人好し・気弱・滑稽な役回りの登場キャラクターとして設定されている事が多い。黄表紙では、や、恋川春町『妖怪仕内評判記』（1779年）では、イタチが化けたもの、北尾政美『夭怪着到牒』（1788年）では、大頭小僧という名前の妖怪が豆腐小僧の特徴で描かれており、父は妖怪の総大将・見越入道、母は轆轤首などと作中設定が付けられている。また、ほかの妖怪たちにいじめられているストーリーの例もある。
『妖怪仕内評判記』では「豆腐小僧といふ化物は頭大ぶりにて」という記述があり、頭が大きいものであるという特徴もみられる。身にまとっている着物は、ごく普通の子供が着ているようなものが描かれていることが多いが、童子格子（芝居での酒呑童子に由来するともされる）に似た格子模様や、春駒、達摩、耳みみずくなど（疱瘡（天然痘）除けとされるおもちゃを描き込んでいる）で描かれている例も数点見られる。
昭和・平成以降の妖怪関連の文献では、雨の夜に現れ、通りかかった人に豆腐を食べるようにすすめるが、食べると体中にカビが生えてしまうと記述されていることが多いが、江戸時代にはこのような特徴を記載した資料は見られず、昭和以降の妖怪図鑑で創作的に付け加えられたものである。

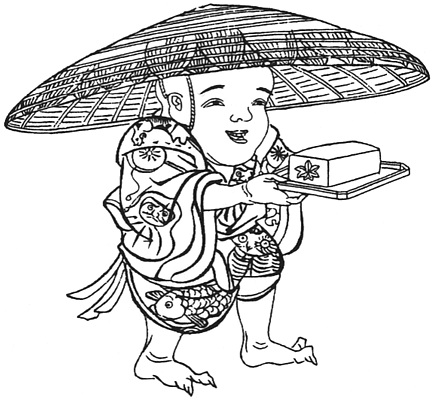
北尾政美『夭怪着到牒』。大頭小僧。大頭な豆腐小僧イメージの例。

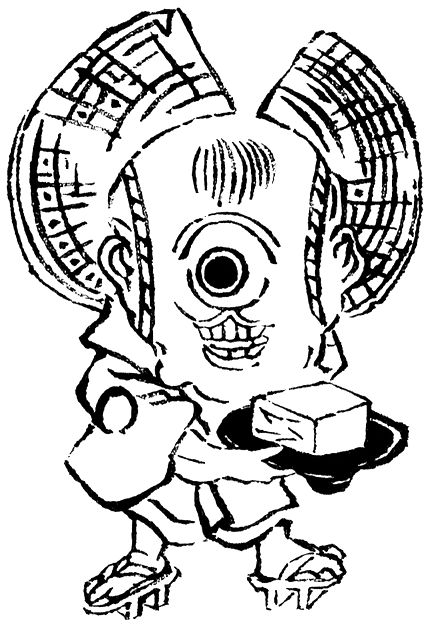
勝川春亭画『大時代唐土化物』。一つ目の豆腐小僧の例。

## 歴史と発想
豆腐小僧は安永年間から草双紙で確認することが出来、黄表紙『妖怪仕内評判記』（1779年）が初期のものであると確認されており、都市文化の中で生まれた妖怪であると言える。しかし、どのような経緯で創出されたのかは明確に判明してはいない。当時、栄養に富む食品として豆腐が人々にとても好まれていたことを反映しているとも考えられている。
豆腐小僧が豆腐などを持ち運ぶ様子（小間使いのような動作）と同様な描かれ方で登場する妖怪には、一つ目小僧、雨降小僧、狸、河童などもあり、一つ目小僧や河童が豆腐を持った姿で描かれていることもあるため、これらの妖怪が豆腐小僧と関連あるいは原型と考える説もある。十返舎一九による合巻『化皮太鼓伝』（1833年）では、笠をかぶった狸の妖怪が豆腐のような柄の着物を着ており、豆腐小僧の存在をほのめかすように描かれている例もある。

## 豆腐小僧と一つ目小僧
一つ目小僧も、江戸時代の草双紙やおもちゃ絵の類では豆腐を持っている絵が多く描かれており、かるたなどに広く見られる一つ目小僧が豆腐を持つ絵（「舌出し小僧の豆腐なめ」などの読み札が見られる）や、「豆腐屋の裏は一つ目小僧なり」といった川柳、「笠のうち眼（まなこ）は一ツ賽（さい）の目の奴にも化す豆腐小僧は」という狂歌もあり、両者の境界線は曖昧であったとも言える。
この点から、豆腐小僧は一つ目小僧の異名にすぎないという考察も見られるが、「豆腐小僧」と具体的に称される例の中には明らかに一つ目でない例も多いことからの否定や、豆腐小僧は一つ目小僧とは別に独立して誕生した存在だとする主張もある。いずれにしても豆腐小僧の出自や当時の位置付けについては不明な点は未だ多く、考察上では断定出来ない面が多い。

## 現代の創作における豆腐小僧
昭和以後、妖怪図鑑などでも描かれていた妖怪であったが、平成期にはアダム・カバットの編著、『江戸化物草紙』（1999年）や『大江戸化物細見』（2000年）などで豆腐小僧の登場する絵双紙作品が広く紹介・翻刻され、妖怪を用いた創作にも幅広く用いられていった。
- 京極夏彦 『豆腐小僧双六道中ふりだし 本朝妖怪盛衰録』 （2003年）